# Aventicum
Aventicum, situata nell'altipiano svizzero, fu la città antica che in età romana fu capitale dell'Elvezia, oltre che suo centro politico, religioso ed economico.
La città antica sorgeva in corrispondenza dell'attuale Avenches, a sud del lago di Morat, nella pianura della Broye a un'altitudine di circa 445 m. Si trovava in un sito strategico posto sulla strada che collegava le rive del lago Lemano alle città romane di Vindonissa e Augusta Raurica; parimenti era collegata per via fluviale, tramite un canale, al lago di Morat.
Dal I al III secolo d.C. fu la più grande città sul territorio elvetico, giungendo a contare oltre 20 000 abitanti. I numerosi reperti rinvenuti nel corso delle varie campagne di scavi archeologici sono esposti presso il Musée romain d'Avenches, collocato nella torre dell'anfiteatro romano. Tra i reperti si segnalano un organo idraulico antico pressoché completo e soprattutto il celebre busto d'oro di Marco Aurelio, realizzato attorno al 180 d.C., scoperto nel 1939 all'interno della rete fognaria di un tempio.
La città fu un importante nodo stradale dell'epoca, in una regione molto colonizzata. Il grande asse stradale svizzero passava per Avenches, Morat, Chiètres e Kallnach e si dirigeva verso Soletta e Windisch, estendendosi lungo il margine orientale del Seeland. Una seconda strada romana attraversava il Seeland verso Witzwil, tra i laghi di Neuchâtel e di Morat. Dopo Petinesca, una biforcazione, passando per le Gole del Taubenloch, attraversava il Giura verso l'Europa settentrionale, oltre Augusta Raurica.

## Storia

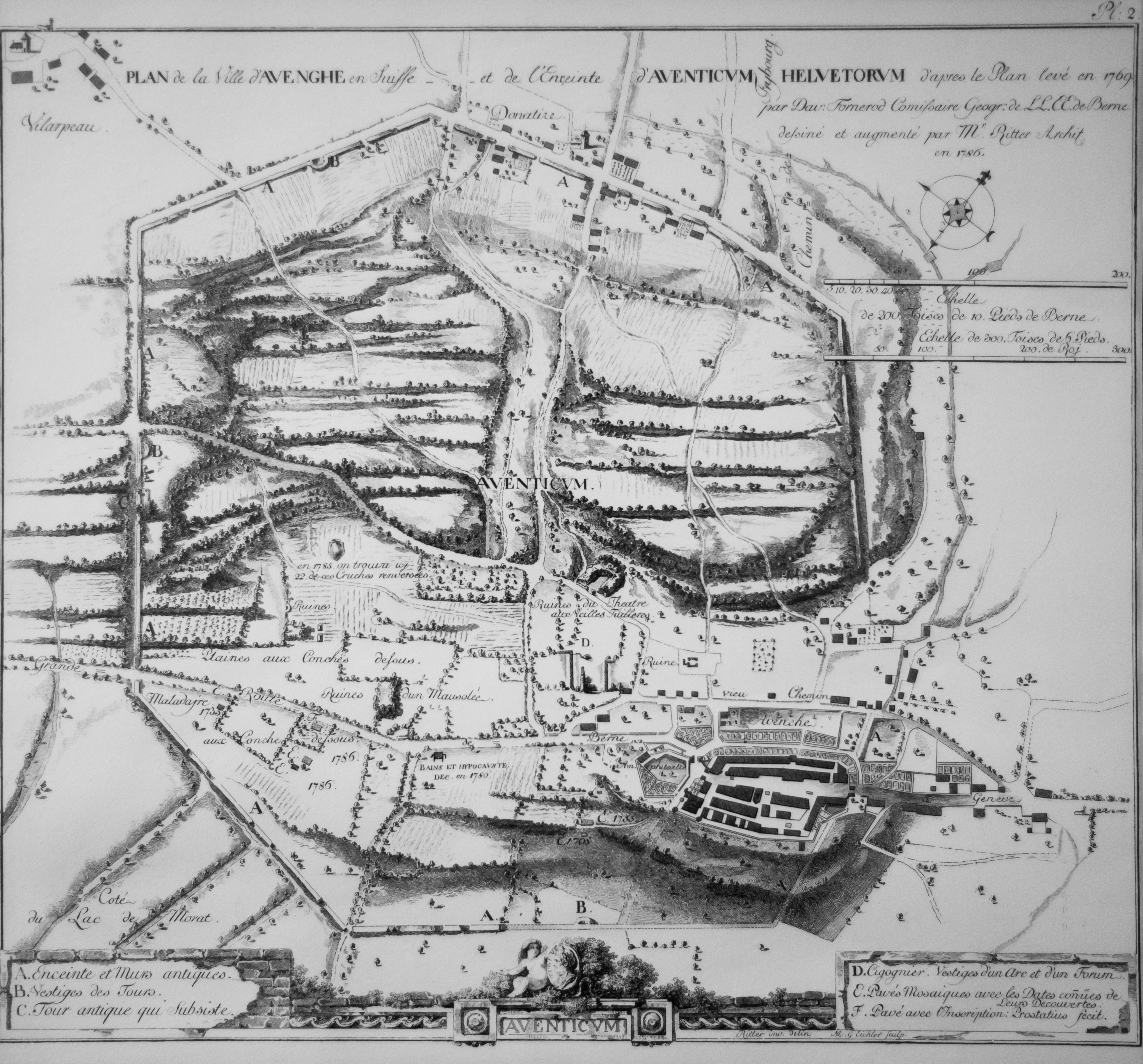
Carta di Aventicum redatta da Erasmus Ritter nel 1786.

Dopo esser stati sconfitti a Bibracte da Giulio Cesare nel 58 a.C., gli Elvezi fecero ritorno ai loro territori di origine nell'altipiano svizzero, territori che furono annessi dai Romani nel 15 a.C.. Probabilmente Aventicum fu fondata ex nihilo al principio del I secolo d.C. come capitale del territorio degli Elvezi appena conquistato, lungo la strada costruita al tempo dell'imperatore Claudio che collegava l'Italia alla Britannia. Nel 72 d.C., sotto l'imperatore Vespasiano, che vi crebbe, la città fu elevata al rango di colonia.
Nel II e nel III secolo d.C. la città ebbe la fase di massimo splendore, fino a quando, verso il 275/277 gli Alemanni invasero il territorio, riducendo drasticamente il tenore di vita nella città, che comunque continuò a essere abitata. Le testimonianze e le vestigia della tarda antichità sono però rare.

In era cristiana Aventicum fu sede vescovile. Il più celebre dei suoi vescovi fu Mario Aventicense, le cui cronache, che ricoprono il periodo compreso tra il 455 e il 581 d.C., rappresentano una delle poche fonti relative ai Burgundi del VI secolo. Poco dopo il Concilio di Macon (585 d.C.), Mario trasferì la sede vescovile da Aventicum, che stava rapidamente declinando, a Losanna.

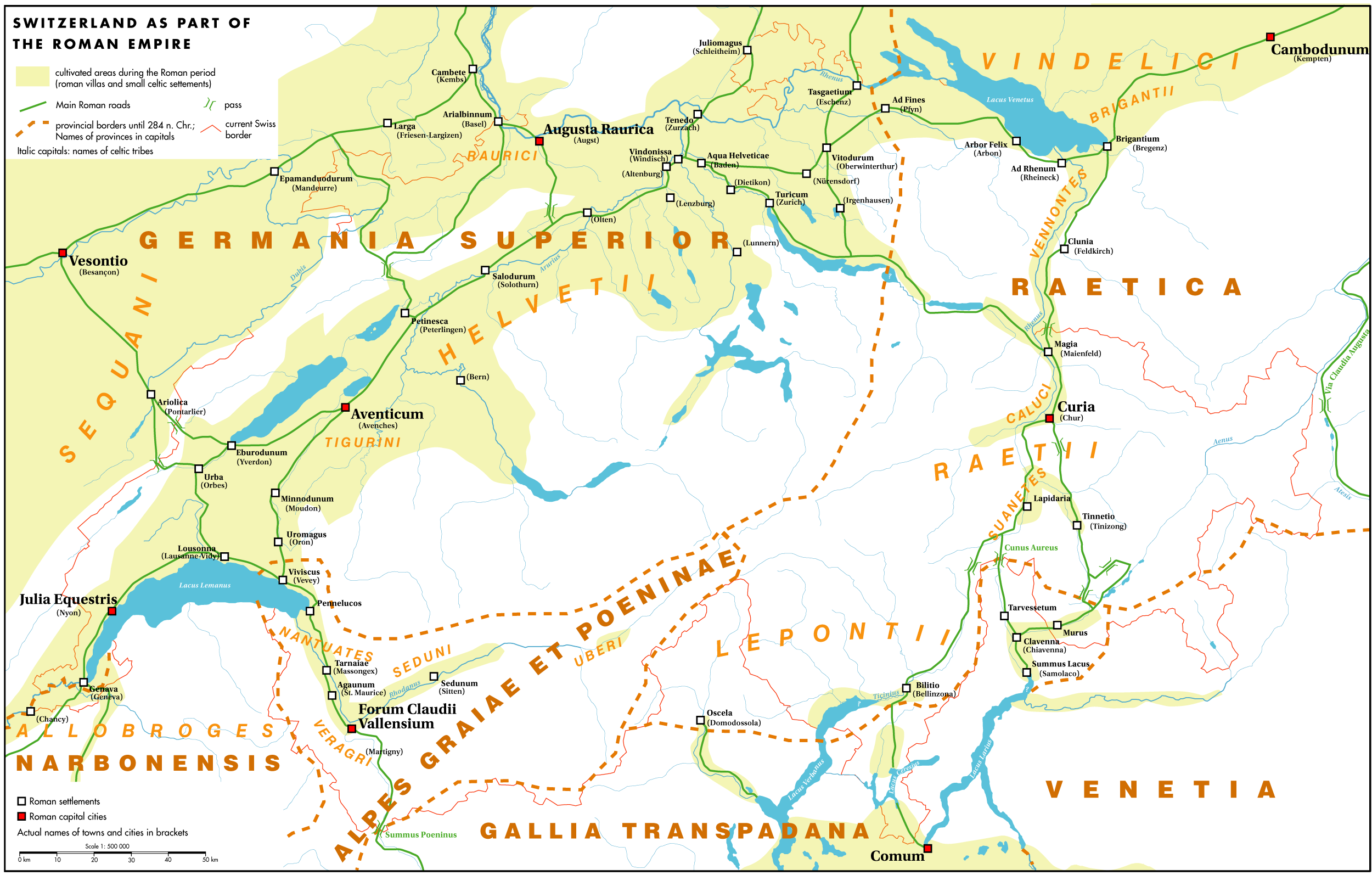
La Svizzera in epoca romana, con indicazione di Aventicum e della regione degli Elvezi.

## Descrizione
Il sito archeologico della città di Aventicum comprende:
- una cinta muraria lunga 5,5 km, che racchiude una superficie di 150 ha[2], munita di 73 torri;
- le terme del foro;
- il teatro;
- il santuario del Cigognier;
- il tempio della Grange-des-Dîmes;
- l'anfiteatro.

L'insieme della città è tutelato come "bene culturale svizzero d'importanza nazionale".

## Galleria d'immagini

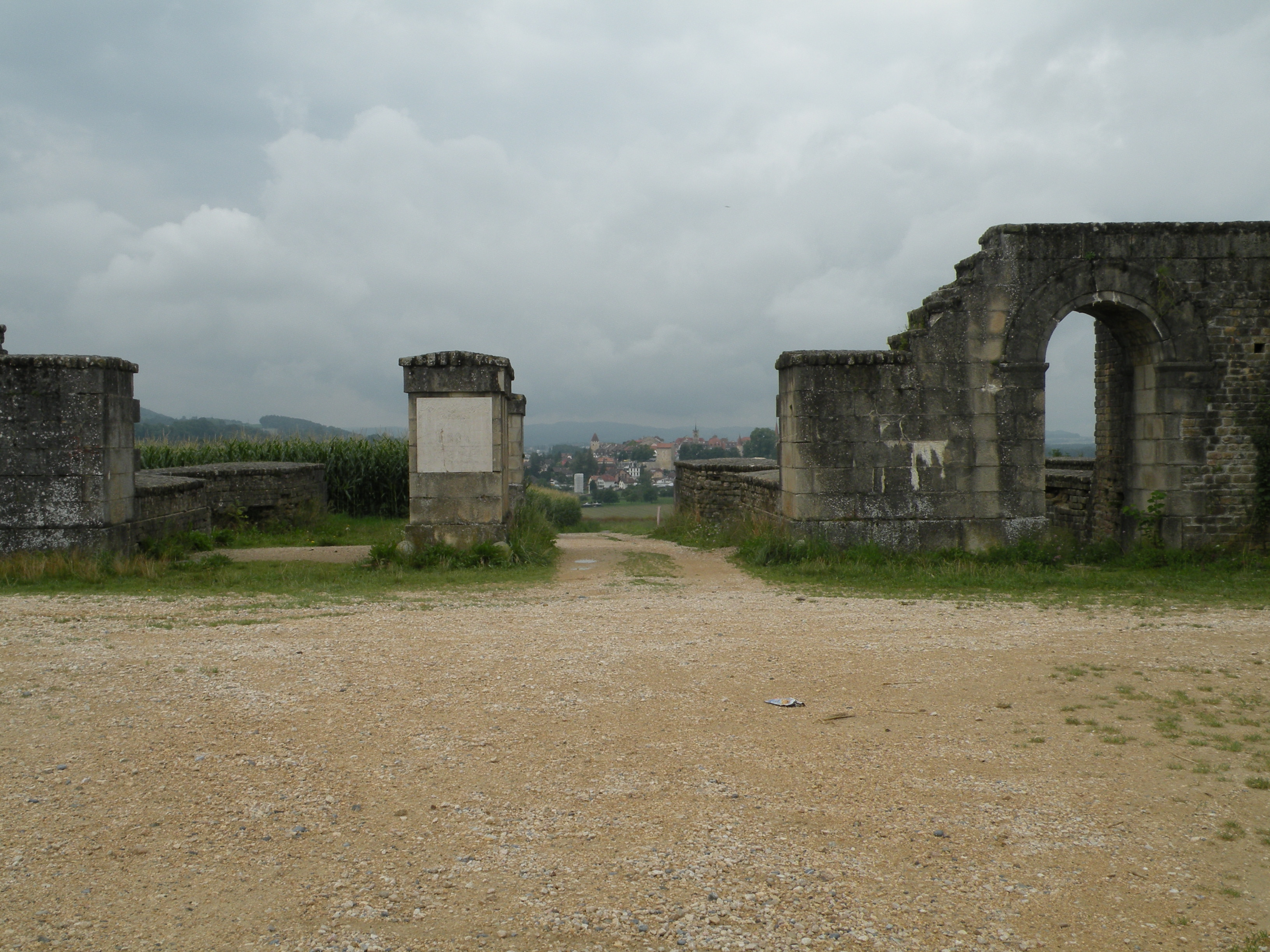
La porta orientale
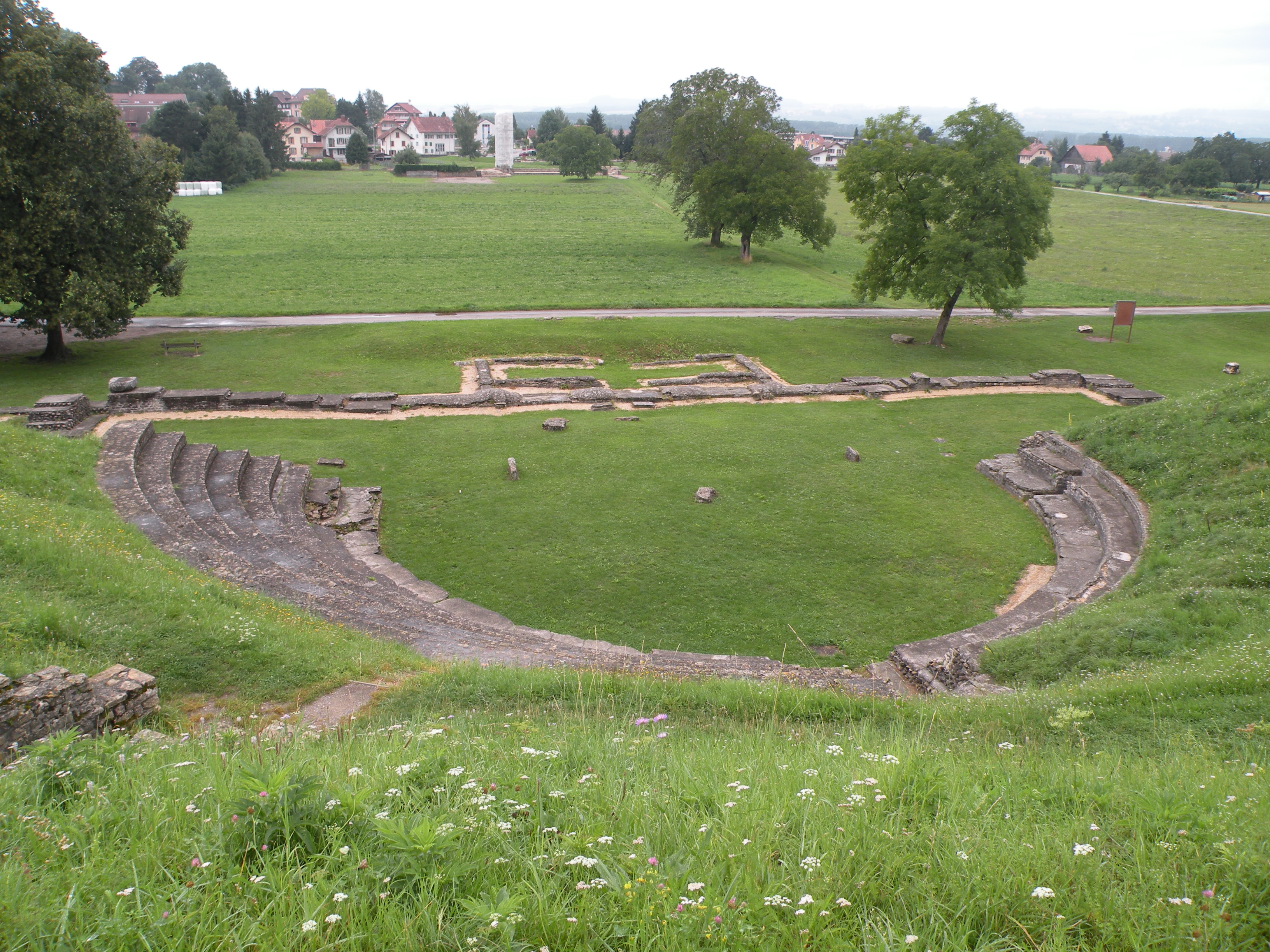
Il teatro romano
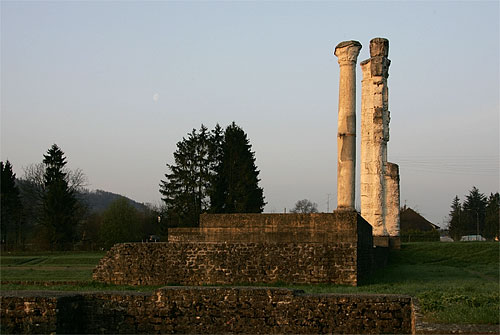
Il santuario del Cigognier
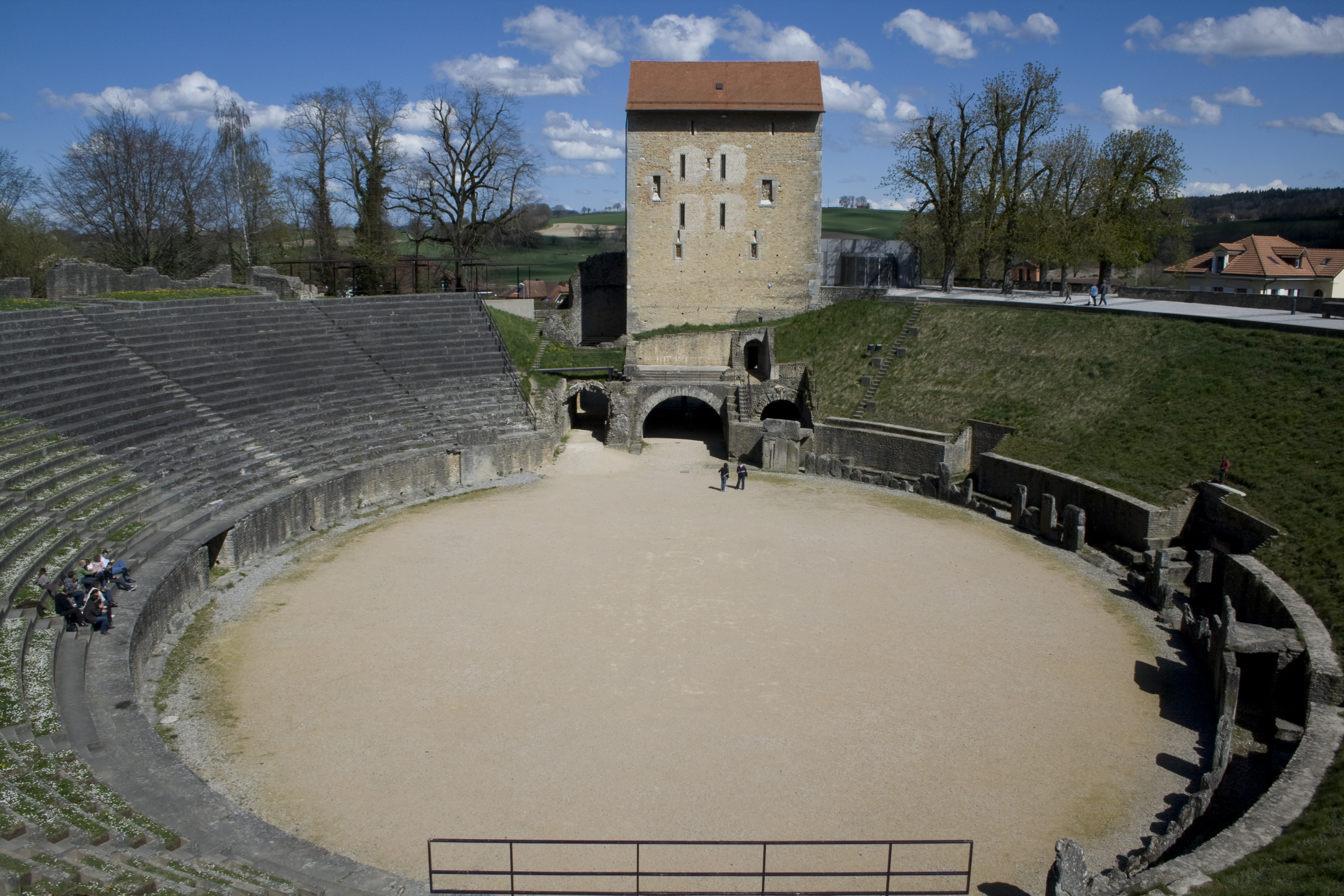
L’anfiteatro di Aventicum
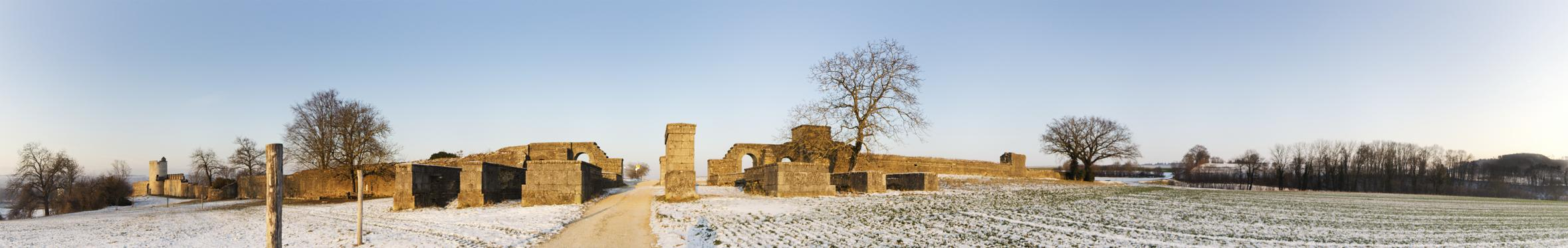
La porta orientale e la torre della Tornalaz
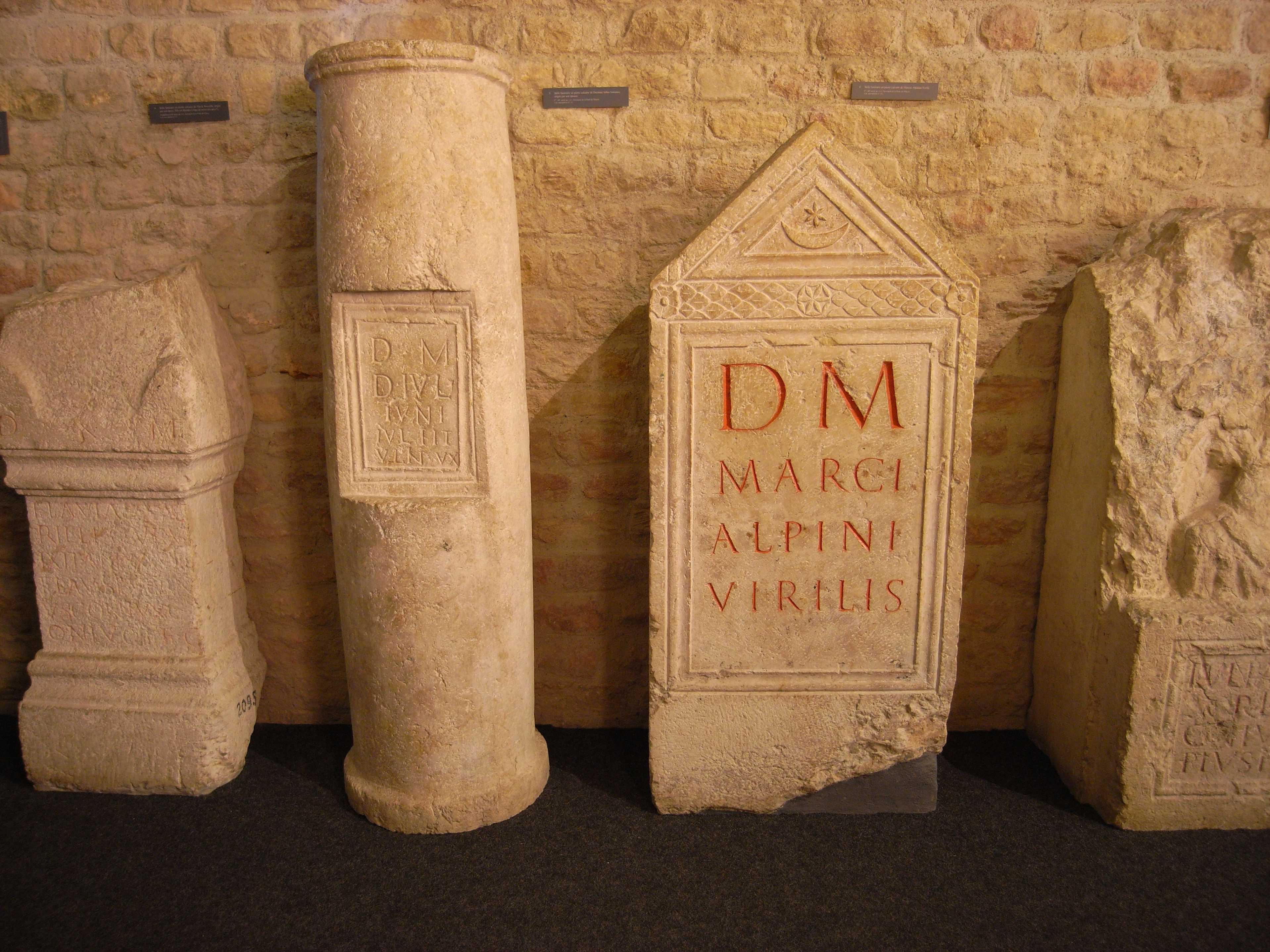
Epigrafi su pietra calcarea provenienti da Aventicum